# Controlo Automático de Velocidade

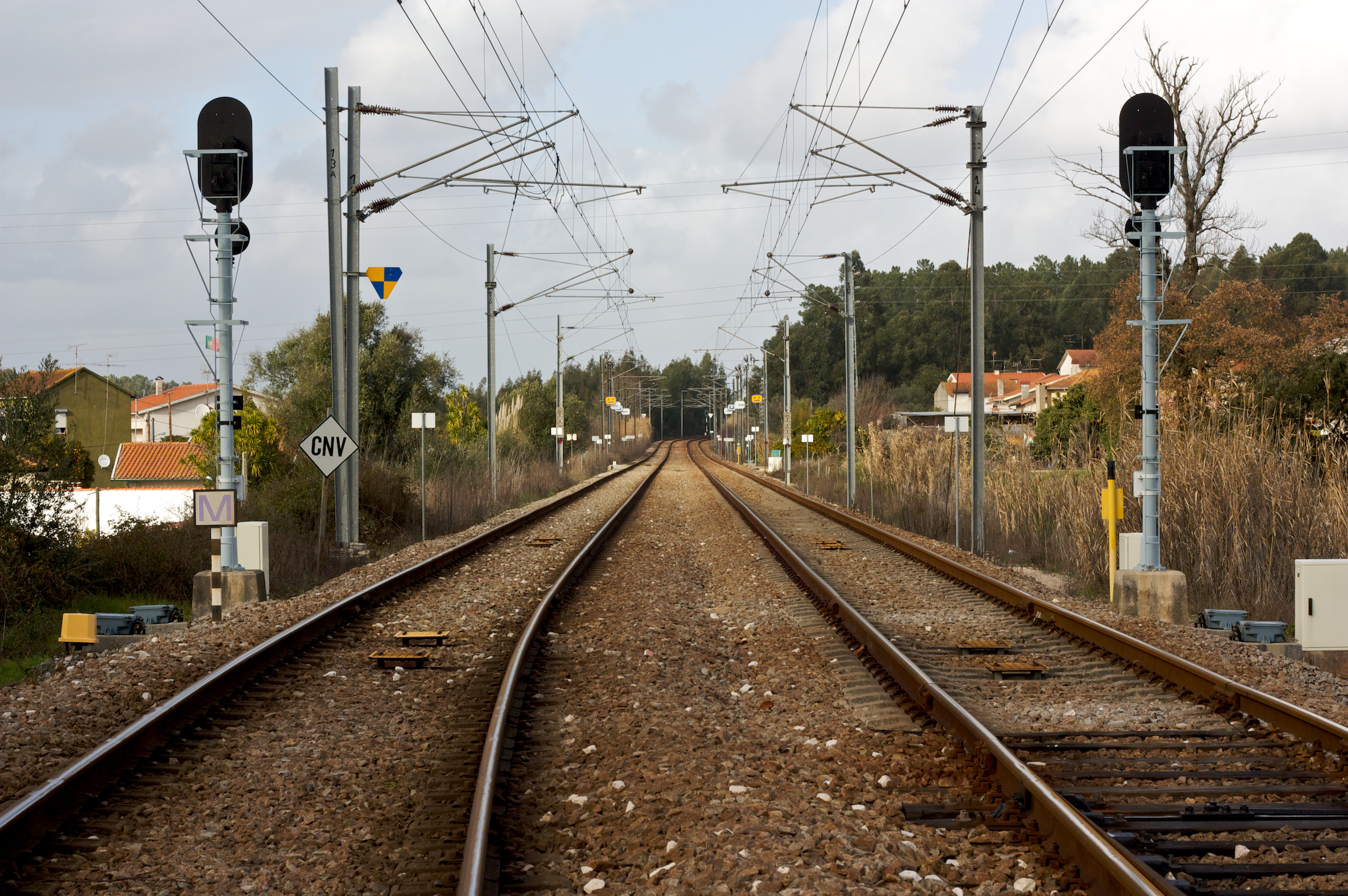
Secção de plena via, junto à Pampilhosa, na Linha da Beira Alta; cada uma das duas vias tem dois pares de balizas de convel, que são as placas amarelas quadradas, afixadas no solo, entre os carris.

O Controlo Automático de Velocidade, mais conhecido pela abreviatura Convel, é um sistema de segurança utilizado no transporte ferroviário, em Portugal.

## Descrição e história
O Sistema de Controlo Automático de Velocidade consiste essencialmente num dispositivo que monitoriza a velocidade do veículo em que está instalado, activando automaticamente os travões caso se verifique uma velocidade excessiva, ou incumprimento da sinalização. Este sistema recebe as suas informações a partir de uns emissores, denominados de balizas, que são colocados no solo, entre os carris.
Em 1986 foi assinado um contrato entre a operadora Caminhos de Ferro Portugueses e as empresas Sistel e Alstom, para a instalação do sistema de Controlo Automático de Velocidade na Linha de Sintra. Este equipamento foi utilizado pela primeira vez em 1993, nas Linhas de Cintura e Sintra, e, no ano seguinte, começou a ser instalado nos comboios Intercidades e Alfa. Outros empreendimentos que incluíram a instalação deste sistema foi a modernização das linhas do Norte e Beira Alta, iniciados na década de 1990.

## Módulo de Transmissão Específico e compatibilidade com ETCS
Em Julho de 2025 foi apresentado no Poceirão um Módulo de Transmissão Específico que permitirá que material circulante moderno, equipado com ETCS, possa circular por linhas que apenas estão equipadas com o Convel. Este Módulo foi criado por um consórcio composto pela Critical Software, a Medway, a Stadler, a Hitachi e a Alpha Trains.